# Dhiba
Dhiba o Dhehiba (àrab: الذهيبة, aḏ-Ḏahība) és una petita ciutat de Tunísia a la frontera amb Líbia, amb uns 2.000 habitants. Pertany a la governació de Tataouine i es troba uns 90 km al sud de la ciutat de Tataouine. A l'altre costat de la frontera hi ha la petita ciutat líbia de Ouezzen, a uns 5 km. És capçalera d'una delegació amb 4.680 habitants (cens del 2004). El límit sud de la delegació està fixat per la vila de Bir Zar.

## Economia
Només és important com a punt fronterer per on passen moltes de les mercaderies líbies que després es venen al sud de Tunísia, sobretot petroli, ja que és el punt d'inici de la carretera principal que porta de la frontera líbia a Tatouine per l'interior.

## Patrimoni
Dos dels ksars del sud-est, Ksar Tefrout i Ksar Sidi ben Ali, es troben en aquesta delegació.

## Administració
Com a delegació o mutamadiyya, duu el codi geogràfic 53 56 (ISO 3166-2:TN-12) i està dividida en dos sectors o imades:
- Dhehbia Est (53 56 51)
- Dhehbia Ouest (53 56 52)

Al mateix temps, forma una municipalitat o baladiyya (codi geogràfic 53 14).